# La Forestière
La Forestière é uma comuna francesa na região administrativa do Grande Leste, no departamento de Marne. Estende-se por uma área de 22.67 km², e possui 213 habitantes, segundo o censo de 2018, com uma densidade de 9.4 hab/km².